# Bupleurum krylovianum
Bupleurum krylovianum är en flockblommig växtart som beskrevs av Boris Konstantinovich Schischkin och Porphyriy Nikitich Krylov. Bupleurum krylovianum ingår i släktet harörter, och familjen flockblommiga växter. Inga underarter finns listade i Catalogue of Life.